# Pachylospeleus strinatii
Pachylospeleus strinatii is een hooiwagen uit de familie Gonyleptidae.